# 末國善己
末國 善己（すえくに よしみ、1968年10月21日 - ）は、時代小説・ミステリーを中心とした文芸評論家、アンソロジスト。日本推理作家協会会員、江戸川乱歩賞予選委員、探偵小説研究会会員、元大衆文学研究会副会長、元本格ミステリ作家クラブ事務局長を務める。

## 来歴
広島県生まれ。明治大学卒業後、専修大学大学院博士課程単位取得満期退学。ゼミで権田萬治に師事。
1995年から評論活動に入り、時代小説のアンソロジーや過去の探偵小説などの編纂をおこなっている。

## 著書
- 時代小説で読む日本史 文藝春秋 2011.3

## 編纂
- 源義経の時代 短篇小説集 作品社 2004.10
- 戦国女人十一話 作品社 2005.11
- 国枝史郎探偵小説全集 作品社 2005.9
- 国枝史郎歴史小説傑作選 作品社 2006.3
- 国枝史郎伝奇短篇小説集成 全2巻 作品社 2006
- 軍師の死にざま 短篇小説集 作品社 2006.10
- 野村胡堂探偵小説全集 作品社 2007.4
- 国枝史郎伝奇浪漫小説集成 作品社 2007.8
- 山本周五郎探偵小説全集　全6巻別巻1 作品社 2007-08
- 探偵奇譚呉田博士 完全版 三津木春影 作品社 2008.7
- 奇譚銭形平次 「銭形平次捕物控」傑作選 野村胡堂 2008.10 (PHP文庫)
- 軍師の生きざま 短篇小説集 作品社 2008.11
- 野村胡堂伝奇幻想小説集成 作品社 2009.6
- 龍馬の天命 坂本龍馬名手の八篇 実業之日本社 2010.1
- 新諸国物語 完全版 第1-2巻 北村寿夫 作品社 2010
- 岡本綺堂探偵小説全集（全2巻） 作品社 2012